# Samurai (serie televisiva)
Samurai (子連れ狼?, Kozure ōkami) è una serie televisiva giapponese tratta dal manga Lone Wolf and Cub. L'opera è stata prodotta da Union Motion Picture e Studio Ship e trasmessa in Giappone nel corso di tre stagioni dal 1973 al 1976 su Nippon Television.

## Trama
Giappone, XVII secolo. Ittō Ogami (拝一刀 Ogami Ittō), membro del clan Matsudaira (松平 Matsudaira) e gran maestro (宗家 sōke) della scuola Suiō (水鴎流 Suiō-ryū, nella versione italiana Suiko), ricopre l’importante carica di kaishakunin incaricato dallo shōgun di decapitare i nobili condannati al seppuku dopo che questi si sono aperti l'addome. Onorato, rispettato e diventato padre da poco, cade vittima di un complotto organizzato da Retsudō Yagyū (柳生烈堂 Yagyū Retsudō, nella versione italiana Rezuto Yagiu), figlio illegittimo del patriarca degli Yagyū e capo del clan Ura-Yagyū (裏柳生 Ura-Yagyū) che trama per destabilizzare lo shogunato tramite un'organizzazione chiamata "erba" (ovvero il nome originale di coloro i quali sono noti in occidente col nome di ninja).
Retsudō fa uccidere tutta la famiglia di Ittō (il figlio neonato si salverà grazie alla madre) quando questi è assente e fabbrica prove false per accusare Ittō di alto tradimento.
Processato senza possibilità di difesa e dopo un anno condannato senza appello al suicidio rituale,  decide di abbandonare il bushidō, cioè lo stile di vita dei samurai, e di seguire il meifumado, cioè la via del regno dei morti. In questo modo cercherà di ottenere giustizia per la moglie e smascherare il complotto di Retsudō. Lascerà che il figlio Daigorō (大五郎 Daigorō), sopravvissuto grazie alla madre Azami (薊 Azami) che lo ha nascosto poco prima di essere uccisa assieme a tutti i suoi servitori, scelga il proprio destino anche se in tenera età: o seguirlo o condurre una vita normale, nel qual caso lo avrebbe affidato alle cure di una balia.
Per operare questa scelta, il padre pone di fronte a lui alla sua destra la propria spada, alla sinistra una palla. Il figlioletto di pochi mesi, avvicinandosi a gattoni sceglierà all'ultimo istante la spada, scegliendo così quindi di seguire il padre nelle sue avventure.
Nella versione originale, però, Ittō dice a suo figlio che, se avesse scelto la palla, lo avrebbe "mandato da sua madre", come dire che l’avrebbe ucciso per risparmiargli un'esistenza molto dura.
Questa forma di censura, assieme a un adattamento forzato (al tempo della prima messa in onda molti termini giapponesi oggi abbastanza familiari in italiano quali rōnin, shōgun, etc. erano pressoché sconosciuti nella nostra lingua) e ad un'errata pronuncia dei nomi giapponesi (Retsudō Yagyū, pronunciato con le consonanti all'inglese, in italiano era diventato Rezuto Yagiu) hanno in parte reso più complicata la comprensione della storia al pubblico italiano.
A quel punto hanno inizio le avventure dei due. Il padre, infatti, diventa un sicario a pagamento in modo tale da poter racimolare abbastanza denaro, non solo per procurare cibo e riparo per entrambi, ma anche per comperare una carica politica per il figlio quando questi sarà adulto. In realtà tutti quei soldi verranno usati sì per tutelare Daigorō, ma in maniera molto diversa e che Ittō aveva già programmato fin dall'inizio.
Per ogni omicidio su commissione Itto chiede 500 monete d'oro (両 ryō), ma se un committente non è in grado di pagare e muore Itto esaudisce la richiesta a titolo gratuito. In alcune circostanze arriva persino a rifiutare denaro e doni di varia natura e si batte esclusivamente per onore.
Questa sua generosità è data dal concetto di compassione tipica dello zen, religione tipica dei samurai, ma anche dalla necessità di guadagnare il consenso popolare, che si rivelerà un grande vantaggio nella lotta contro il clan Yagyū.
Viaggia per il Giappone a piedi, trasportando il figlio in un passeggino di legno e bambù che nasconde delle armi quali uno yari e una naginata a serramanico, in seguito farà installare un primordiale fucile a ripetizione nel sottofondo. In alcune circostanze userà tale carrozzina come imbarcazione.
La sua arma principale è la katana, del tipo dōtanuki, molto più spessa e resistente di una spada qualunque. Non disdegna, tuttavia, di usare altre armi, fra le quali anche certi tipi di shuriken, in quanto, come lui stesso dice più volte, la sua scuola consente di usare qualunque mezzo pur di arrivare allo scopo, tanto che userà lo stesso Daigorō come esca in più occasioni.
Spesso compaiono i membri dell'organizzazione Kurokuwa (黒鍬衆 kurokuwa-shū), che verranno poi sterminati da Ittō.
Con il trascorrere delle puntate, emerge (tramite dei flashback) l'origine della faida fra Retsudō e il clan Matsudaira (di cui Ittō faceva parte): Suō Matsudaira (松平周防 Matsudaira Suō, nella versione italiana Shubo) sospettava l'esistenza dell’erba, ma non era riuscito a trovare delle prove per inchiodare Retsudō. Al momento dell’assegnazione della carica di kaishakunin, decisa tramite un duello fra Ittō e Gunbee (軍兵衛 Gunbee, terzogenito di Retsudō), la vittoria di Ittō ha scatenato la reazione di Retsudō, il quale ha fatto simulare a Gunbee un seppuku per convincere lo shōgun a far ripetere il duello in cui lui avrebbe sostituito il figlio. Durante l’incontro Retsudō finge un incidente e provoca la morte di Suō Matsudaira, che prima di morire incarica Ittō di scoprire qual è il modo con cui l'erba porta avanti la sua attività di spionaggio.
In seguito Ittō, in una delle sue missioni da sicario, viene in possesso di uno dei messaggi dell’erba, ma non riesce a decodificarlo. Rivoltosi a degli esperti in carta scopre come leggere le parole nascoste e si dirige verso Edo.
Visto che Retsudō non è riuscito a eliminare Ittō (malgrado una taglia di 5000 ryō), lo shōgun ordina al suo assaggiatore Tanomo Abe (阿部頼母 Abe Tanomo, nella versione italiana Tamo Abe), uomo scaltro e arrivista, di aiutare Retsudō.
Tanomo, grande esperto di veleni e galenica, ha una propria rete di spie analoga all'erba di Retsudō, inoltre schiavizza i suoi servi con l'oppio, che usa anche per estorcere informazioni.
Anche il vero scopo di Tanomo è il potere, infatti cerca più volte di avvelenare Retsudō.
Dopo circa tre anni di attività, Ittō ha guadagnato sufficiente denaro per comprare un'arma straniera la cui importazione è proibita: delle bombe a mano provenienti dall'Europa. Queste serviranno a Daigorō per difendersi qualora Ittō dovesse soccombere.
Retsudō e Tanomo, diventati ormai rivali nella caccia a Ittō, cercano di catturarlo.
Tanomo, dopo aver fallito più volte nell'impresa, apre la chiusa di una diga che si trova a monte di Edo, mettendo a repentaglio la vita di migliaia di persone.
Mentre Ittō e Retsudō stanno per affrontarsi a duello, il contrabbandiere che ha procurato le bombe, gravemente ferito, implora i due di usarle per far esplodere una collina e impedire che l’inondazione causi una strage.
I due samurai sospendono le ostilità e collaborano per salvare gli abitanti di Edo.
Tanomo, miracolosamente scampato all'inondazione provocata da lui stesso, tenta nuovamente di avvelenare Ittō e Retsudō, ma a causa della pioggia il tentativo fallisce e Tanomo si rompe un braccio.
Mentre i due samurai si riprendono dal tentativo di avvelenamento, Daigorō si ammala gravemente e l'unico in grado di produrre un medicinale che possa guarirlo è proprio Tanomo (durante la preparazione emergono dei flashback che fanno capire che Tanomo era un figlio illegittimo maltrattato dall'assaggiatore ufficiale, suo padre adottivo), che mentre somministra il farmaco trova il messaggio criptato che Ittō aveva precedentemente sottratto all'erba.
Impossessatosene, grazie alle sue competenze scopre come decodificarlo: i messaggi sono scritti con succo di foglia di gelso, affinché diventino leggibili bisogna posare dei bachi da seta sul foglio e questi mangeranno la carta mostrando le lettere del messaggio.
Una volta smascherato Retsudō di fronte allo shōgun, questi ne ordina l’arresto per alto tradimento e lo affida a Tanomo.
Mentre è prigioniero, Retsudō fa radunare tutti i suoi guerrieri da tutte le province dell'impero allo scopo di eliminare Ittō una volta per tutte.
Ittō si reca al castello dello shōgun in pieno giorno e attraverso il cancello principale senza incontrare resistenza. Pensando di trovare Retsudō, trova in realtà Tanomo condannato al seppuku perché in un giorno sacro in cui lo shōgun si recava in pellegrinaggio un incendio ha distrutto le cucine, la cui gestione era affidata all'assaggiatore.
Non riuscendo a suicidarsi, Tanomo viene immobilizzato dagli incaricati e colpito all'addome. Con le ultime forze Tanomo acquista il coraggio che non aveva mai avuto prima e uccide tutti i responsabili del seppuku, finché non vede Ittō e gli chiede di decapitarlo come prevede il cerimoniale.
Dopo un'escalation di violenza in cui Ittō uccide tutti gli uomini Yagyū, affronta finalmente Retsudō sotto lo sguardo di Daigorō e dello shōgun giunto con tutta la sua corte.
La sera prima un agente dell’erba travestito da affilatore di spade ha danneggiato irreparabilmente la katana di Ittō, facendo in modo che si spezzi.
Ittō affronta Retsudō ma dopo essersi feriti gravemente Ittō muore in piedi. Daigorō, alla vista del padre morto, prende uno yari e colpisce a morte Retsudō, che ferito e consapevole di aver perso ogni credibilità di fronte allo shōgun per aver ottenuto la vittoria con l’inganno si lascia uccidere con un teatrale "Addio, mio successore".

## Produzione
Il primo Lone Wolf and Cub (Kozure ōkami), è stato prodotto nel formato tipico jidai-geki e trasmesso in tre stagioni di 26 episodi l'una, dal 1973 al 1976; ogni episodio durava 45 minuti.
L'attore Kinnosuke Yorozuya ha interpretato il ruolo di Itto Ogami e l'ha ripreso a metà degli anni ottanta in successive miniserie e diversi film televisivi. Il ritratto che Yorozuya fa di Ogami nella serie, e la serie nel suo complesso, sono più fedeli al manga originale (dal quale l'opera è tratta), rispetto ai film interpretati da Tomisaburō Wakayama.

## Personaggi e interpreti
Ittō Ogami: Kinnosuke Yorozuya
Daigorō Ogami: Kazutaka Nishikawa (jp:西川和孝 Nishikawa Kazutaka, 1ª e 2ª serie), Takumi Satō (jp:佐藤たくみ Satō Takumi, 3ª serie)
Retsudō Yagyū: Kōji Takahashi (jp:高橋幸治 Takahashi Kōji, 1ª serie), Kō Nishimura (西村晃 Nishimura Kō, 2ª serie), Kei Satō (佐藤慶 Satō Kei, 3ª serie)
Tanomo Abe: Ryūnosuke Kaneda (jp:金田龍之介 Kaneda Ryūnosuke)
Lo shōgun: Shinjirō Ebara (jp:江原真二郎 Ebara Shinjirō, 3ª serie)
Kozueka Idebuchi: Setsuko Ogawa (jp:小川節子 Ogawa Setsuko, nella versione originale Sayaka Idebuchi, figlia illegittima di Retsudō)
Azami Ogami: Rumi Matsumoto (jp:松本留美 Matsumoto Rumi, moglie di Ittō assassinata per ordine di Retsudō)
Gunbee Yagyū: Kōji Nanbara (jp:南原宏治 Nanbara Kōji, terzogenito di Retsudō)
Suō Matsudaira: Mizuho Suzuki (jp:鈴木瑞穂 Suzuki Mizuho, capo del clan Matsudaira)
Shōbei Idebuchi: Isao Natsuyaki (jp:夏八木勲 Natsuyaki Isao), figlio illegittimo di Retsudō e fratello maggiore di Sayaka
Shichirōbei: Asao Koike (jp:小池朝雄 Koike Asao), il costruttore di fucili, progettatore del fucile a ripetizione nascosto nella carrozzina di Daigorō
Akaneko il piromane: interpretato da Renji Ishibashi, criminale detenuto nel braccio della morte.

## Distribuzione
La serie televisiva è stata trasmessa con successo anche in Italia, inizialmente da Italia1 e poi da reti televisive locali.
La serie è stata trasmessa negli Stati Uniti col titolo The Fugitive Samurai (nella versione originale giapponese con sottotitoli in inglese), e riproposta a Toronto, Canada, dalla CFMT-TV (ora OMNI 1), sempre in originale giapponese con sottotitoli, col nome The Iron Samurai. È stata anche mandata in onda in Germania, doppiata in tedesco; in Italia, doppiata in italiano, intorno al 1980; e in portoghese è stata mandata in onda in Brasile come O Samurai Fugitivo, sulla TVS (oggi SBT) e Record.

### Home video
Gli episodi della prima stagione sono stati commercializzati in Giappone su DVD il 20 dicembre 2006, apparentemente senza sottotitoli. I primi dodici episodi sono stati pubblicati su DVD in Germania, con l'audio in giapponese e tedesco. Negli Stati Uniti, Blasters Media ha distribuito la serie originale TV in DVD il 29 aprile 2008 sotto l'etichetta Shock Tokyo, contenente l'originale giapponese con sottotitoli in inglese. Al momento non esistono DVD né VHS ufficiali in italiano.

## Curiosità
Al termine della prima serie Ittō rende cieco Retsudō all’occhio destro colpendolo con una freccia, ma dall’inizio della seconda serie in poi Retsudō apparirà invece privo dell’occhio sinistro (che coprirà con una tsuba).
Molti attori hanno recitato ciclicamente ma con ruoli completamente diversi, ad esempio Shinjirō Ebara ha prima interpretato un ispettore fluviale caduto in disgrazia per poi avere il ruolo (nell’ultima serie) dello shōgun. Allo stesso modo, Isao Natsuyaki ha interpretato in un episodio un agente dell’erba e, in seguito, Shōbei (il figlio illegittimo di Retsudō).
Kinnosuke Yorozuya, l’interprete di Ittō Ogami, per entrare meglio nel ruolo studiò la katana di tipo dōtanuki, appassionandosene talmente tanto da possederne svariate decine.
In una produzione successiva interpreterà nientemeno che un guerriero del clan Yagyū.

## Episodi
| Stagione         | Episodi | Prima TV originale | Prima TV Italia |
| ---------------- | ------- | ------------------ | --------------- |
| Prima stagione   | 27      | 1973               | 1984            |
| Seconda stagione | 26      | 1974               | 1984            |
| Terza stagione   | 26      | 1976               | 1985            |

Gli episodi della serie sono 79. All'interno della prima stagione trasmessa in Italia, esiste un episodio n. 05bis dal titolo "Oyuki" che non appare nella lista degli episodi trasmessi in altri paesi ed è basato sulla stessa storia da cui è stato tratto il quarto lungometraggio della serie Lone Wolf and Cub.